# Virus (phim 1980)
Virus (復活の日 Fukkatsu no hi) (dịch nghĩa đen: Lễ Phục Hưng) là một bộ phim khoa học viễn tưởng Tận thế và hậu tận thế Nhật Bản năm 1980 do Kinji Fukasaku đạo diễn, dựa trên tiểu thuyết cùng tên của Sakyo Komatsu. Bộ phim có sự tham gia của một dàn diễn viên quốc tế gồm Masao Kusakari, Sonny Chiba, George Kennedy, Robert Vaughn, Chuck Connors, Olivia Hussey, Edward James Olmos, Glenn Ford, và Henry Silva.
Khi phát hành, bộ phim là bộ phim điện ảnh Nhật Bản có kinh phí đắt nhất từ trước tới nay.

## Diễn viên
- Masao Kusakari vai Yoshizumi[3]
- Sonny Chiba vai Tiến sĩ Yamauchi[5]
- Glenn Ford vai President Richardson
- George Kennedy vai Đô đốc Conway[3]
- Robert Vaughn vai Thượng nghị sĩ Barkley[6]
- Chuck Connors vai Đội trưởng McCloud[7]
- Bo Svenson vai Thị trưởng Carter[3]
- Olivia Hussey vai Marit
- Henry Silva vai Đại tướng Garland
- Isao Natsuyagi vai Chỉ huy Nakanishi
- Stephanie Faulkner vai Sarah Baker
- Stuart Gillard vai Tiến sĩ Meyer
- Cec Linder vai Tiến sĩ Latour
- George Touliatos vai Đại tá Rankin
- Chris Wiggins vai Tiến sĩ Borodinov
- Edward James Olmos vai Đội trưởng Lopez
- Colin Fox vai Đặc vụ Z
- Ken Pogue vai Tiến sĩ Krause
- Alberta Watson vai Litha

## Bối cảnh và sản xuất
Trong những năm 1970, nhà sản xuất Haruki Kadokawa thành lập công ty sản xuất Kadokawa. Những điều đó được bao gồm The Inugamis của Kon Ichikawa và Proof of the Man của Junya Sato, với phần sau có các diễn viên người Mỹ như George Kennedy. Kadokawa bắt đầu phát triển các bộ phim thường dựa trên các thuộc tính văn học do tổ chức xuất bản của Kadokawa nắm giữ.
Doanh thu phòng vé trong nước cho những bộ phim này rất lớn, dẫn đến việc Kadokawa đưa 2 triệu yên vào bộ phim Virus, khiến nó trở thành bộ phim đắt nhất trong lịch sử Nhật Bản khi phát hành.

## Phát hành
Virus được phát hành tại Nhật Bản vào ngày 28 tháng 6 năm 1980, nơi nó được phân phối bởi Toho.
Phiên bản Mỹ của bộ phim đã được trình chiếu để xem xét tại Liên hoan phim Cannes vào tháng 5 năm 1980, một bản in "đang tiến hành". Đoạn phim không phải tiếng Anh được lồng tiếng Anh cho bản phát hành này và nó đã chạy được 155 phút. Nó ban đầu được phát hành cho video gia đình ở Hoa Kỳ với thời gian chạy 108 phút và được trình chiếu trên truyền hình với thời gian chạy 93 phút. Bản cắt tiếng Nhật ban đầu được phát hành cho video gia đình năm 2006 với phụ đề tiếng Anh.